# Европско првенство у атлетици на отвореном 1962 — петобој за жене
Такмичење у петобој за жене на 7. Европском првенству у атлетици 1962. одржано је 14. септембра у Београду на стадиону ЈНА.
Титулу освојену у Стокхолму 1958, одбранила је Галина Бистрова из СССР.

## Земље учеснице
Учествовало је 13 такмичарки из 8 земаља. 
1. Аустрија (1)
2. Данска (1)
3. Југославија (1)
4. Немачка (3)
5. СССР (3)
6. Уједињено Краљевство (2)
7. Француска (1)
8. Шведска (1)

## Рекорди
| Рекорди пре почетка Европског првенства 1962.     | Рекорди пре почетка Европског првенства 1962. | Рекорди пре почетка Европског првенства 1962. | Рекорди пре почетка Европског првенства 1962. | Рекорди пре почетка Европског првенства 1962. | Рекорди пре почетка Европског првенства 1962. |
| ------------------------------------------------- | --------------------------------------------- | --------------------------------------------- | --------------------------------------------- | --------------------------------------------- | --------------------------------------------- |
| Светски рекорд                                    | Ирена Прес                                    | Совјетски Савез                               | 5.137                                         | Тбилиси, Пољска                               | 9. октобар 1961.                              |
| Европски рекорд                                   | Ирена Прес                                    | Совјетски Савез                               | 5.137                                         | Тбилиси, Пољска                               | 9. октобар 1961.                              |
| Рекорди европских првенстава                      | Галина Бистрова                               | Совјетски Савез                               | 3.989 (4.733)                                 | Стокхолм, Шведска                             | 21. август 1958.                              |
| Рекорди после завршетка Европског првенства 1962. |                                               |                                               |                                               |                                               |                                               |
| Рекорди европских првенстава                      | Галина Бистрова                               | Совјетски Савез                               | 4.324 (4.833)                                 | Београд, Југославија                          | 14. септембар 1962.                           |

## Освајачи медаља
|                      |                       |                      |
| Галина Бистрова СССР | Дениз Генар Француска | Хелга Хофман Немачка |

## Резултати

### Коначан пласман
| Пласман | Атлетичарка       | Земља                | 60м пр  | Вис   | Кугла | Даљ  | 800 м   | Бод.          | Бел. |
| ------- | ----------------- | -------------------- | ------- | ----- | ----- | ---- | ------- | ------------- | ---- |
|         | Галина Бистрова   | СССР                 | 10,70 в | 13,10 | 1,57  | 6,05 | 23,40 в | 4.324 (4.833) | РЕП  |
|         | Денис Генар       | Француска            | 10,90   | 11,65 | 1,57  | 5,80 | 24,40 в | 4015 (4735)   | НР   |
|         | Хелга Хофман      | Немачка              | 11,10   | 10,78 | 1,57  | 6,03 | 24,70 в | 3.961 (4.676) |      |
| 4       | Ингрид Миклер     | Немачка              | 11,40 в | 11,03 | 1,3   | 5,80 | 24,50 в | 3.939 (4.663) |      |
| 5       | Мери Питерс       | Уједињено Краљевство | 11,30   | 13,30 | 1,60  | 5,42 | 25,90 в | 3.834 (4.586) |      |
| 6       | Драга Стамејчич   | Југославија          | 11,00   | 12,44 | 1,48  | 5,68 | 25,50 в | 3.807 (4.544) | НР   |
| 7       | Лидија Шмакова    | СССР                 | 11,60   | 12,21 | 1,60  | 5,74 | 26,10 в | 3.784 (4.526) |      |
| 8       | Нина Хансен       | Данска               | 11,10   | 10,27 | 1,54  | 5,79 | 25,70 в | 3.728 (4.450) | НР   |
| 9       | Ула Флегел        | Аустрија             | 11,80 в | 11,18 | 1,60  | 5,61 | 26,60 в | 3.600 (4.355) |      |
| 10      | Ингрид Бндов      | Немачка              | 11,90   | 11,91 | 1,48  | 5,48 | 25,70 в | 3.536 (4.304) |      |
| —       | Телма Хопкин      | Уједињено Краљевство | 12,30   | 14,51 |       |      |         | НЗ            |      |
| —       | Гунила Кедерстрем | Шведска              | 11,80   | 10,05 | 1,48  | 5,07 |         | НЗ            |      |
| —       | Ирина Прес        | СССР                 | 11,40 в | 9,98  | 1,63  | 5,36 |         | НЗ            |      |

- в = ветар јачи од дозвољеног